# Lindås, Emmaboda
Lindås är en industriort och före detta stationssamhälle i Vissefjärda socken i Emmaboda kommun. Sedan 1975 utgör Lindås en del av tätorten Emmaboda.

## Samhället
Lindås station anlades 1874. I samhället fanns flera industrier, bland annat gjuterier, en mekanisk verkstad och Lindås möbelfabrik. Samhället hade på 1930-talet drygt 400 invånare. 
Andra verksamheter i samhället var pappersbruk, smedjor, tändsticksfabrik, sågar, en cykelhandlare, en kiosk, Lindås Konditori och Lindås Bryggeri. Stenbergs påbörjade sin historia i Lindås och senare blev företaget ITT Flygt, som idag heter Xylem. Stenbergs Museum finns i närheten av Xylem.
En skolbyggnad, sedermera kallad Gula skolan, togs i bruk 1908. Det fick tio år senare sällskap av Röda skolan. En ny skola togs i bruk hösten 1958 och i samband med detta revs Röda skolan. Gula skolan användes senare som bibliotek. I juli 2013 togs nya Lindås skola i bruk när biblioteket och fritidsgården flyttade dit. Därefter hade kommunen bestämd att skolan skulle rivas, men efter protester rev man upp detta beslut.
Orten hade tidigare en egen konsumentförening. Verksamheten hade sitt ursprung i Kooperativa föreningen Framtiden, Emmaboda som öppnade butiker i både Emmaboda och Lindås den 1 oktober 1907. Efter ett par år knoppades Lindåsaffären av till en egen föreningen med namnet Kooperativa föreningen Fram som fick stadgar fastställda den 18 september 1909. Föreningen fick senare filialer i Vissefjärda och från 1949 i Saleboda. Affären i Lindås flyttade in i en byggnad i maj 1946. År 1957 uppgick Fram i Emmaboda konsumtionsförening (grundad 1920, ej relaterad till Framtiden som gått i konkurs 1911) som i sin tur 1962 uppgick i Konsumtionsföreningen Kalmar med omnejd och slutligen Konsumentföreningen Södra Kalmar län. I samband med öppnandet av Domus i Emmaboda valde kooperationen att lämna Lindås. Fastigheten såldes den 1 oktober 1972 till dess föreståndare som anslöt sig till Ica. Ica fanns år 2024 alltjämt kvar i Lindås.

## Befolkningsutveckling
| Befolkningsutvecklingen i tätorten Lindås 1920–1970                                    | Befolkningsutvecklingen i tätorten Lindås 1920–1970 | Befolkningsutvecklingen i tätorten Lindås 1920–1970 | Befolkningsutvecklingen i tätorten Lindås 1920–1970 | Befolkningsutvecklingen i tätorten Lindås 1920–1970 |
| -------------------------------------------------------------------------------------- | --------------------------------------------------- | --------------------------------------------------- | --------------------------------------------------- | --------------------------------------------------- |
|                                                                                        |                                                     |                                                     |                                                     |                                                     |
| År                                                                                     |                                                     |                                                     | Folkmängd                                           | Areal (ha)                                          |
| 1920                                                                                   | 1920                                                |                                                     | 350                                                 | ##                                                  |
| 1930                                                                                   | 1930                                                |                                                     | 414                                                 | ##                                                  |
| 1935                                                                                   | 1935                                                |                                                     | 472                                                 | ##                                                  |
| 1940                                                                                   | 1940                                                |                                                     | 565                                                 | ##                                                  |
| 1945                                                                                   | 1945                                                |                                                     | 599                                                 | ##                                                  |
| 1950                                                                                   | 1950                                                |                                                     | 695                                                 | ##                                                  |
| 1960                                                                                   | 1960                                                |                                                     | 942                                                 | 116                                                 |
| 1965                                                                                   | 1965                                                |                                                     | 1 194                                               | 132                                                 |
| 1970                                                                                   | 1970                                                |                                                     | 1 524                                               | 162                                                 |
| Anm.: Sammanvuxen med Emmaboda 1975. ## Som tätort/befolkningsagglomeration 1920–1950. |                                                     |                                                     |                                                     |                                                     |

## Bildgalleri

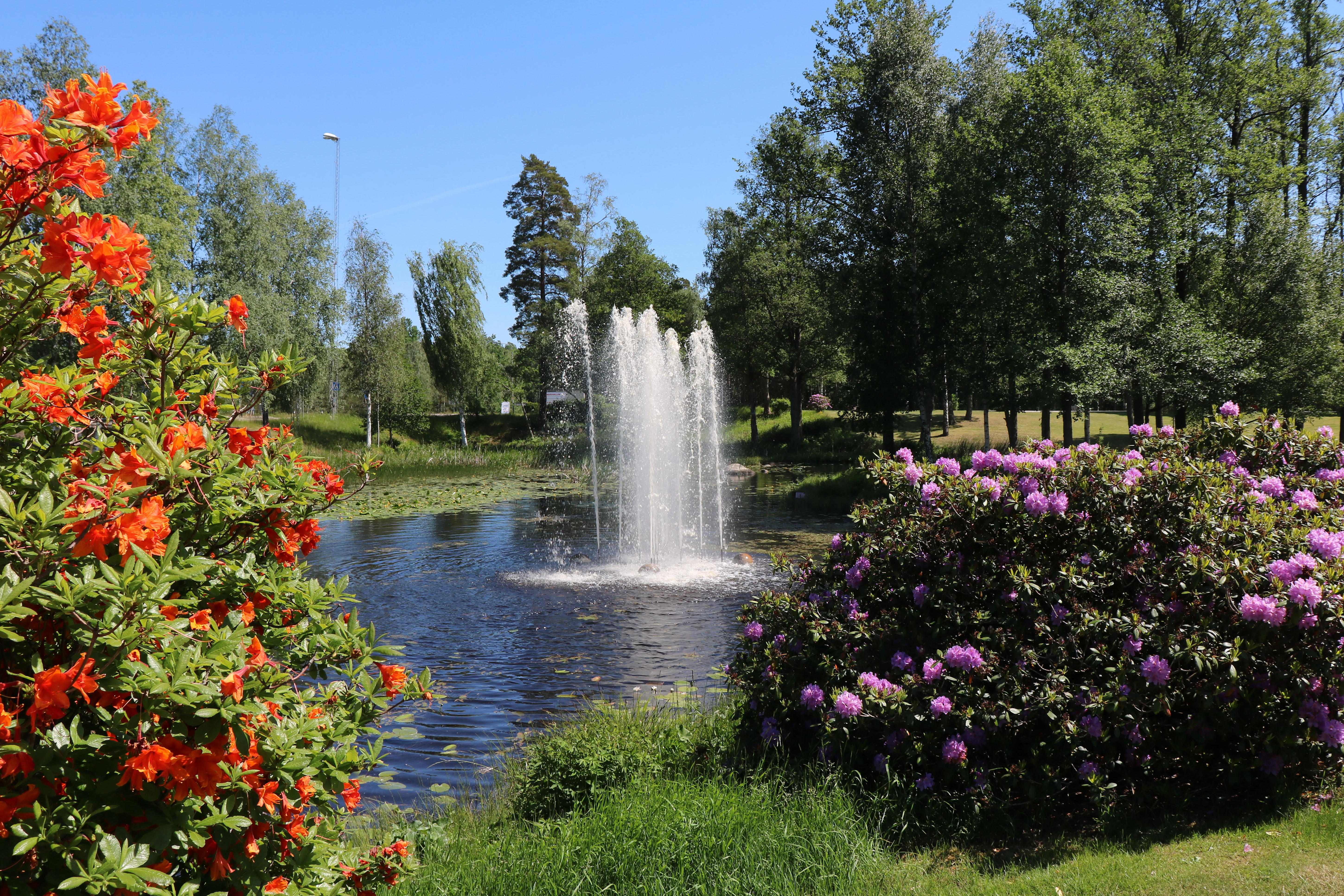
Fontän i Lyckebyån
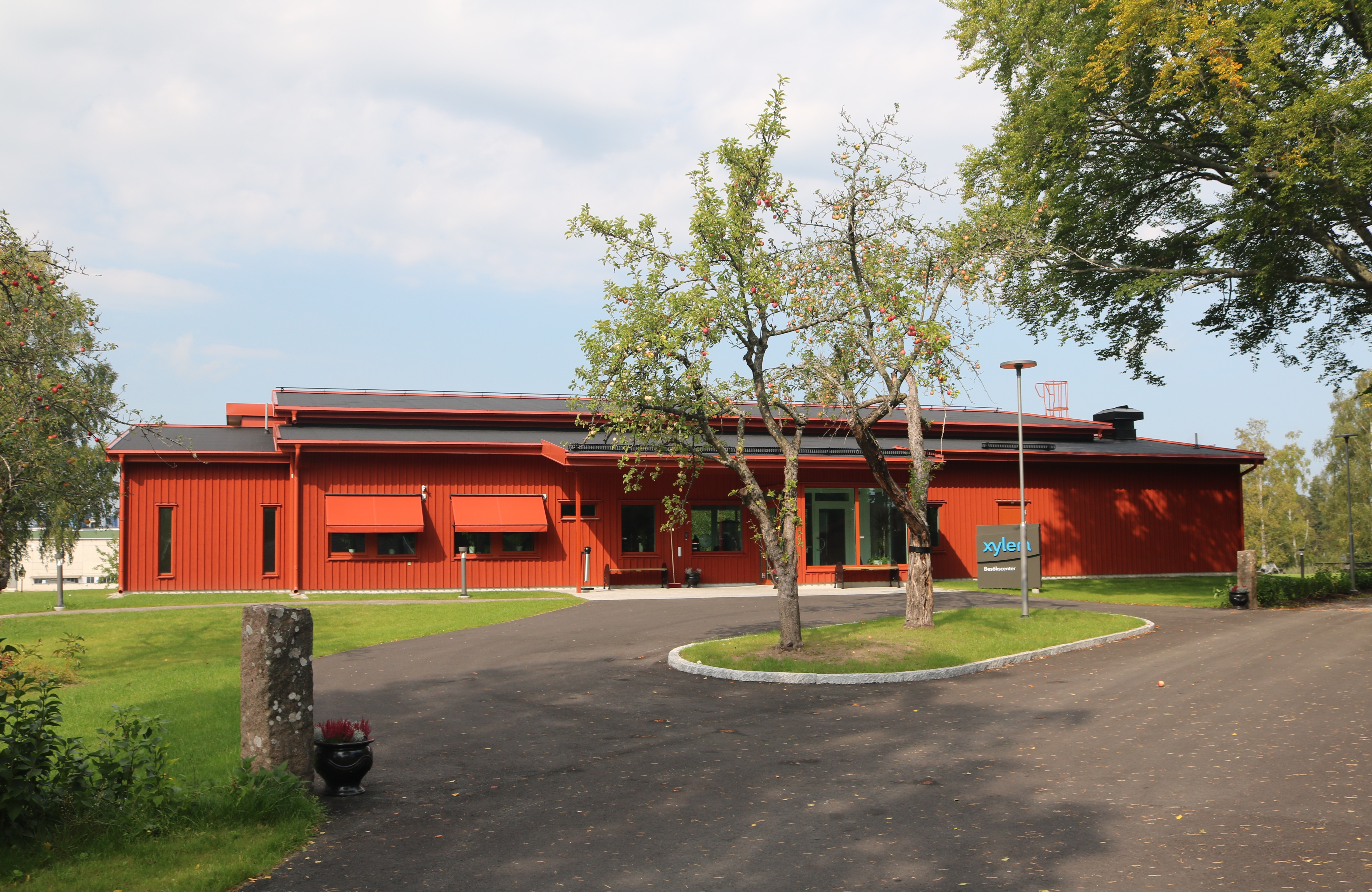
Xylem,besökcenter
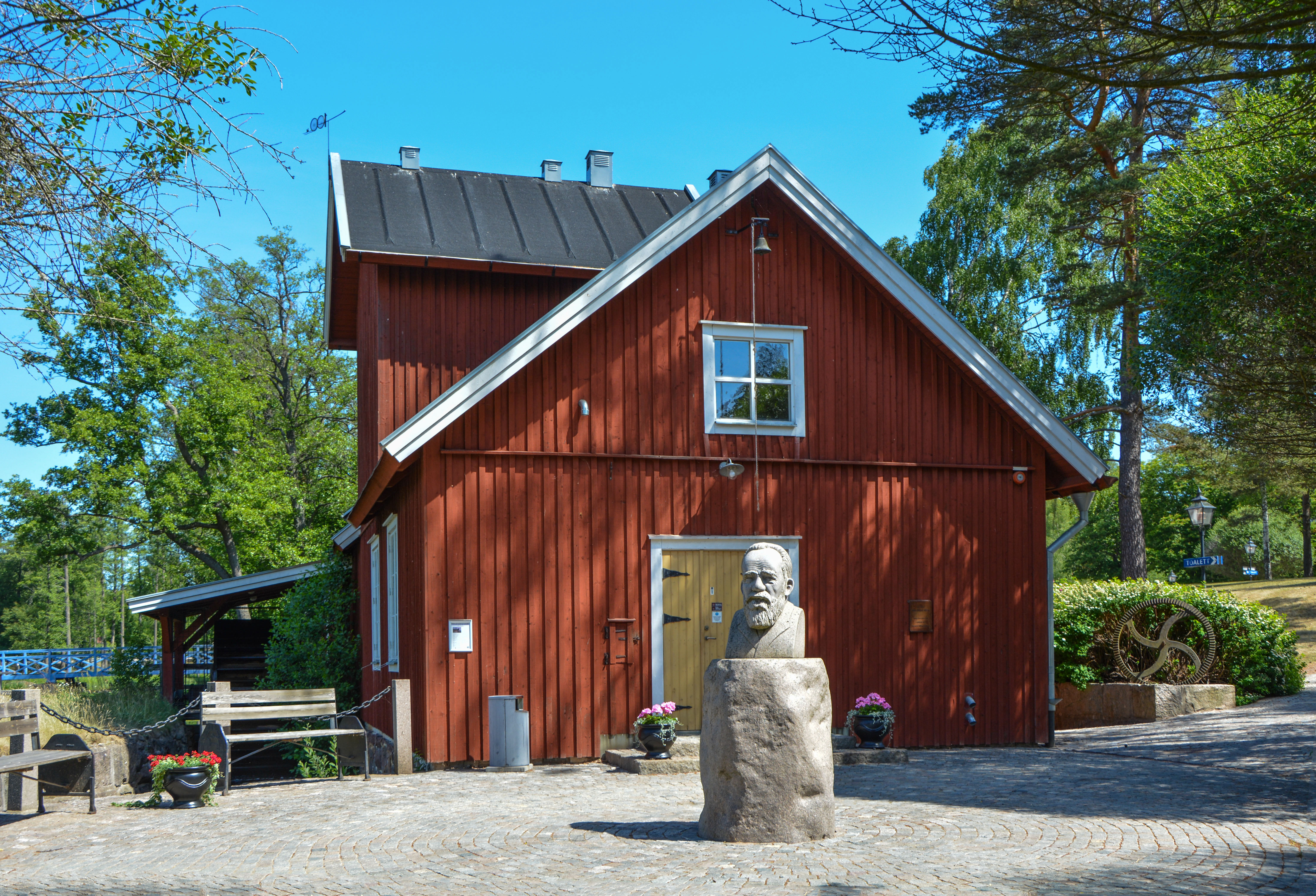
Flygts företagsmuseum
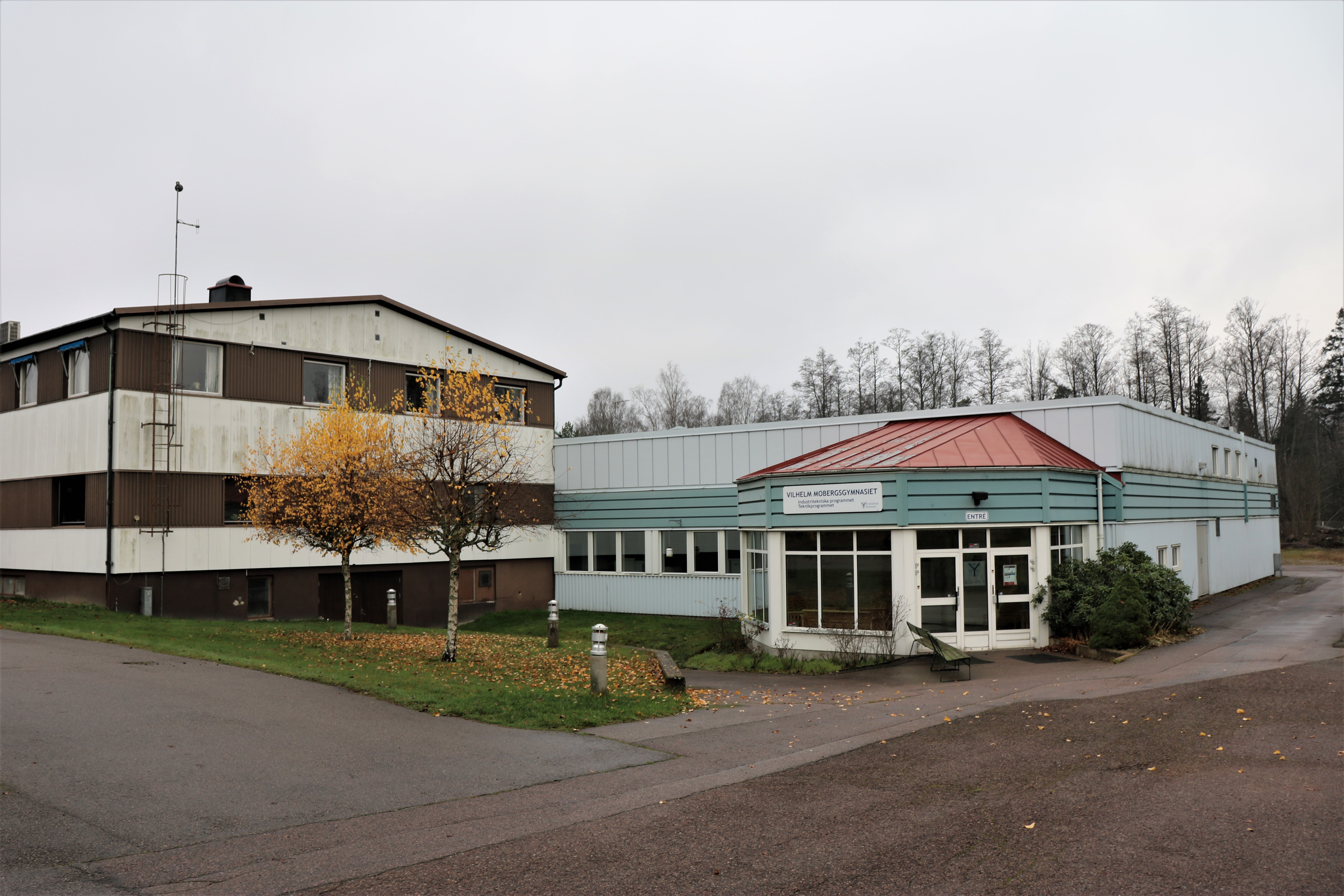
Vilhelm Moberggymnasiet